# Luitemaa
Luitemaa este o arie protejată (arie specială de conservare — SAC, sit de importanță comunitară — SCI, arie de protecție specială avifaunistică — SPA) din Estonia întinsă pe o suprafață de 13.012 ha, integral pe uscat.

## Localizare
Centrul sitului Luitemaa este situat la coordonatele 58°09′45″N 24°31′57″E / 58.1626°N 24.5325°E.

## Înființare
Situl Luitemaa a fost declarat sit de importanță comunitară în aprilie 2004 pentru a proteja 3 specii de plante și 51 de specii de animale. Alte tipuri de protecție:
- arie de protecție specială avifaunistică (în aprilie 2004)[2]
- arie specială de conservare (în mai 2007)[1][3][4]

## Biodiversitate
Situată în ecoregiunile boreală și marină baltică, aria protejată conține 30 de habitate naturale: Bancuri de nisip acoperite în permanență slab de apă marină, Terase mlăștinoase și terase nisipoase neacoperite de apă la reflux, Lagune de coastă, Golfuri mici largi și golfuri puțin adânci, Vegetație perenă pe țărmurile stâncoase, Insulițe și insule mici din Baltica boreală, Pășuni de coastă din Baltica boreală, Dune de coastă fixe cu vegetație erbacee („dune gri”), Dune împădurite din regiunile atlantică, continentală și boreală, Depresiuni intradunale umede, Lacuri și iazuri distrofice naturale, Cursuri de apă de la nivel de câmpie la nivel montan, cu vegetație Ranunculion fluitantis și Callitricho-Batrachion, Pajiști cu Molinia pe soluri calcaroase, turboase sau argilos-nămoloase (Molinion caeruleae), Liziere de ierburi înalte hidrofile de câmpie și de nivel montan până la alpin, Pajiști aluvionare boreale nordice, Pajiști din zone de pădure fino-scandinave, Turbării active, Mlaștini oligotrofe degradate, capabile încă de regenerare naturală, Mlaștini turboase de tranziție și turbării mișcătoare, Depresiuni pe substraturi de turbă de Rhynchosporion, Izvoare fino-scandinave și mlaștini produse de izvoare bogate în minerale, Pante stâncoase silicioase cu vegetație casmofită, Taiga vestică, Păduri caducifoliate bătrâne naturale hemiboreale fino-scandinave (Quercus, Tilia, Acer, Fraxinus sau Ulmus) bogate în specii epifite, Păduri fino-scandinave bogate în ierburi cu Picea abies, Păduri caducifoliate de mlaștină fino-scandinave, Păduri pe pante, grohotișuri și ravene de Tilio-Acerion, Mlaștini împădurite, Păduri aluvionare cu Alnus glutinosa și Fraxinus excelsior (Alno-Padion, Alnion incanae, Salicion albae), Păduri mixte riverane de Quercus robur, Ulmus laevis și Ulmus minor, Fraxinus excelsior sau Fraxinus angustifolia, de-a lungul marilor râuri (Ulmenion minoris).
La baza desemnării sitului se află mai multe specii protejate:
- plante (3): Angelica palustris, o specie rară de mușchi (Drepanocladus vernicosus), ochii-șoricelului (Saxifraga hirculus)
- păsări (46): lăcar mare (Acrocephalus arundinaceus), minunița (Aegolius funereus), rață sulițar (Anas acuta), rață lingurar (Anas clypeata), rață pitică (Anas crecca), rață fluierătoare (Anas penelope), rață mare (Anas platyrhynchos), rață cârâitoare (Anas querquedula), rață pestriță (Anas strepera), gârliță mare (Anser albifrons), gâscă cenușie (Anser anser), gâscă de semănătură (Anser fabalis), stârc cenușiu (Ardea cinerea), cocoșul de mesteacăn (Bonasa bonasia), Branta leucopsis, Bucephala clangula, caprimulg (Caprimulgus europaeus), erete de stuf (Circus aeruginosus), porumbel de scorbură (Columba oenas), cristeiul de câmp (Crex crex), Cygnus columbianus bewickii, lebădă de iarnă (Cygnus cygnus), lebădă de vară (Cygnus olor), muscar (Ficedula parva), Gallinago media, ciuvică (Glaucidium passerinum), sfrâncioc roșiatic (Lanius collurio), sfrâncioc mare (Lanius excubitor), sitar de mal nordic (Limosa lapponica), ciocârlie de pădure (Lullula arborea), rață catifelată (Melanitta fusca), ferestraș mic (Mergus albellus), ferestrașul mare (Mergus merganser), Mergus serrator, culic mare (Numenius arquata), Numenius phaeopus, cormoran mare (Phalacrocorax carbo), ploier auriu (Pluvialis apricaria), corcodel-urechiat (Podiceps auritus), corcodel mare (Podiceps cristatus), cresteț cenușiu (Porzana parva), cocoșul de mesteacăn (Tetrao tetrix tetrix),  cocoș de munte (Tetrao urogallus), fluierar negru (Tringa erythropus), fluierarul cu picioare roșii (Tringa totanus), nagâț (Vanellus vanellus)
- mamifere (2): vidră de râu (Lutra lutra), liliac de iaz (Myotis dasycneme)
- nevertebrate (1): Unio crassus
- pești (2): zvârluga (Cobitis taenia), Lampetra fluviatilis

Pe lângă speciile protejate, pe teritoriul sitului au mai fost identificate 16 specii de plante, 4 specii de amfibieni, 7 specii de mamifere.